# Laemophloeus victoriae
Laemophloeus victoriae là một loài bọ cánh cứng trong họ Laemophloeidae. Loài này được Blackburn miêu tả khoa học năm 1908.